# Bracon jani
Bracon jani är en stekelart som beskrevs av Muesebeck 1963. Bracon jani ingår i släktet Bracon och familjen bracksteklar. Inga underarter finns listade.